# Bohuslav Růžička (paleontolog)
Bohuslav Růžička (17. května 1921 Pěnčičky – 8. srpna 1978 Maďarsko) byl český geolog, paleontolog a vysokoškolský pedagog.
V letech 1963–1969 vykonával funkci rektora Vysoké školy báňské v Ostravě.
Je známý tím, že se zabýval revizí sbírek Joachima Barranda.

## Vybrané publikace
- RŮŽIČKA, Bohuslav; DITTLER, Karel. Zkameněliny: kronika života na zemi. Praha: Naše vojsko, 1955. Univerzita vojáka.
- RŮŽIČKA, Bohuslav; DITTLER, Karel. O čem nám vyprávějí zkameněliny. Praha: Státní nakladatelství dětské knihy, 1956. Živé prameny.
- DVOŘÁK, Josef; RŮŽIČKA, Bohuslav. Historická geologie. I. díl, Geologická minulost země. Praha: SNTL, 1961. Řada báňské literatury.
- DVOŘÁK, Josef; RŮŽIČKA, Bohuslav. Historická geologie. II. díl, Paleontologie. Praha: SNTL, 1961. Řada báňské literatury.
- DVOŘÁK, Josef; RŮŽIČKA, Bohuslav. Geologická minulost Země: úvod do historické geologie a paleontologie. Praha: SNTL, 1966. Řada báňské literatury.